# Bundestagswahlkreis Werra-Meißner
Der Bundestagswahlkreis Werra-Meißner war von 1976 bis 2002 ein Wahlkreis in Hessen. Er umfasste zuletzt den Werra-Meißner-Kreis sowie vom Landkreis Kassel die Gemeinden Baunatal, Fuldabrück, Helsa, Kaufungen, Lohfelden, Nieste, Niestetal, Schauenburg und Söhrewald. Von 1949 bis 1976 hieß der Wahlkreis Eschwege.
Zur Bundestagswahl 2002 verlor Nordhessen einen Wahlkreis. Der Wahlkreis Werra-Meißner wurde aufgelöst und sein Gebiet auf die Wahlkreise Werra-Meißner – Hersfeld-Rotenburg und Kassel aufgeteilt. Der Wahlkreis wurde stets von Kandidaten der SPD gewonnen, zuletzt von Joachim Tappe.

## Wahl 1998
| Gegenstand der Nachweisung | Gegenstand der Nachweisung | Erst- stimmen | Erst- stimmen | Zweit- stimmen | Zweit- stimmen |
| Bewerber                   | Partei                     | Anzahl        | %             | Anzahl         | %              |
| -------------------------- | -------------------------- | ------------- | ------------- | -------------- | -------------- |
| Wahlberechtigte            | Wahlberechtigte            | 166.526       | 100,0         | 166.526        | 100,0          |
| Wähler                     | Wähler                     | 145.125       | 87,1          | 145.125        | 87,1           |
| Ungültige Stimmen          | Ungültige Stimmen          | 2.117         | 1,5           | 1.961          | 1,4            |
| Gültige Stimmen            | Gültige Stimmen            | 143.008       | 100,0         | 143.164        | 100,0          |
| davon                      |                            |               |               |                |                |
| Lothar Winter              | CDU                        | 43.067        | 30,1          | 38.604         | 27,0           |
| Joachim Tappe              | SPD                        | 83.300        | 58,2          | 78.786         | 55,0           |
| Matthias Berninger         | GRÜNE                      | 6.692         | 4,7           | 8.554          | 6,0            |
| Gernot Müller              | F.D.P.                     | 3.260         | 2,3           | 8.536          | 6,0            |
| Claudia Fittkow            | PDS                        | 1.422         | 1,0           | 1.745          | 1,2            |
|                            | APPD                       | –             | –             | 86             | 0,1            |
|                            | BüSo                       | –             | –             | 24             | 0,0            |
| Volker Paul Vey            | BFB – Die Offensive        | 1.271         | 0,9           | 874            | 0,6            |
|                            | Chance 2000                | –             | –             | 74             | 0,1            |
|                            | CM                         | –             | –             | 47             | 0,0            |
|                            | DVU                        | –             | –             | 1.015          | 0,7            |
| Willi Schnurbusch          | GRAUE                      | 393           | 0,3           | 292            | 0,2            |
| Siegfried Schülbe          | REP                        | 3.009         | 2,1           | 2.422          | 1,7            |
|                            | DIE FRAUEN                 | –             | –             | 97             | 0,1            |
|                            | Pro DM                     | –             | –             | 1.125          | 0,8            |
|                            | Die Tierschutzpartei       | –             | –             | 433            | 0,3            |
|                            | NPD                        | –             | –             | 133            | 0,1            |
| Manfred Gundlach           | NATURGESETZ                | 380           | 0,3           | 143            | 0,1            |
|                            | ödp                        | –             | –             | 50             | 0,0            |
|                            | PBC                        | –             | –             | 105            | 0,1            |
|                            | PSG                        | –             | –             | 19             | 0,0            |
| Hans-Jürgen Spinn          | Einzelbewerber             | 214           | 0,1           | –              | –              |

## Wahl 1994
| Gegenstand der Nachweisung | Gegenstand der Nachweisung | Erst- stimmen | Erst- stimmen | Zweit- stimmen | Zweit- stimmen |
| Bewerber                   | Partei                     | Anzahl        | %             | Anzahl         | %              |
| -------------------------- | -------------------------- | ------------- | ------------- | -------------- | -------------- |
| Wahlberechtigte            | Wahlberechtigte            | 166.351       | 100,0         | 166.351        | 100,0          |
| Wähler                     | Wähler                     | 140.784       | 84,6          | 140.784        | 84,6           |
| Ungültige Stimmen          | Ungültige Stimmen          | 1.900         | 1,3           | 1.768          | 1,3            |
| Gültige Stimmen            | Gültige Stimmen            | 138.884       | 100,0         | 139.016        | 100,0          |
| davon                      |                            |               |               |                |                |
| Lothar Winter              | CDU                        | 49.366        | 35,5          | 46.807         | 33,7           |
| Joachim Tappe              | SPD                        | 73.564        | 53,0          | 70.403         | 50,6           |
| Heiko Behnke               | F.D.P.                     | 4.095         | 2,9           | 8.535          | 6,1            |
| Matthias Berninger         | GRÜNE                      | 8.422         | 6,1           | 9.103          | 6,5            |
| Siegfried Schülbe          | REP                        | 1.888         | 1,4           | 1.872          | 1,3            |
| Andreas Heine              | PDS                        | 946           | 0,7           | 1.102          | 0,8            |
|                            | Solidarität                | –             | –             | 26             | 0,0            |
|                            | DIE GRAUEN                 | –             | –             | 482            | 0,3            |
| Manfred Gundlach           | NATURGESETZ                | 603           | 0,4           | 368            | 0,3            |
|                            | MLPD                       | –             | –             | 21             | 0,0            |
|                            | ÖDP                        | –             | –             | 115            | 0,1            |
|                            | PBC                        | –             | –             | 182            | 0,1            |

## Wahl 1990
| Gegenstand der Nachweisung | Gegenstand der Nachweisung | Erst- stimmen | Erst- stimmen | Zweit- stimmen | Zweit- stimmen |
| Bewerber                   | Partei                     | Anzahl        | %             | Anzahl         | %              |
| -------------------------- | -------------------------- | ------------- | ------------- | -------------- | -------------- |
| Wahlberechtigte            | Wahlberechtigte            | 166.991       | 100,0         | 166.991        | 100,0          |
| Wähler                     | Wähler                     | 141.554       | 84,8          | 141.554        | 84,8           |
| Ungültige Stimmen          | Ungültige Stimmen          | 1.948         | 1,4           | 1.437          | 1,0            |
| Gültige Stimmen            | Gültige Stimmen            | 139.606       | 100,0         | 140.117        | 100,0          |
| davon                      |                            |               |               |                |                |
| Ursula Maria Lehr          | CDU                        | 47.639        | 34,1          | 45.920         | 32,8           |
| Joachim Tappe              | SPD                        | 75.124        | 53,8          | 71.289         | 50,9           |
| Editha-Freya Klier         | GRÜNE                      | 6.951         | 5,0           | 6.195          | 4,4            |
| Hans-Joachim Kroeschell    | F.D.P.                     | 8.748         | 6,3           | 12.590         | 9,0            |
|                            | DIE GRAUEN                 | –             | –             | 883            | 0,6            |
|                            | REP                        | –             | –             | 2.106          | 1,5            |
| Stephan Eckardt            | NPD                        | 1.144         | 0,8           | 490            | 0,3            |
|                            | ÖDP                        | –             | –             | 301            | 0,2            |
|                            | PDS                        | –             | –             | 343            | 0,2            |

## Wahl 1987
| Gegenstand der Nachweisung | Gegenstand der Nachweisung | Erst- stimmen | Erst- stimmen | Zweit- stimmen | Zweit- stimmen |
| Bewerber                   | Partei                     | Anzahl        | %             | Anzahl         | %              |
| -------------------------- | -------------------------- | ------------- | ------------- | -------------- | -------------- |
| Wahlberechtigte            | Wahlberechtigte            | 161.929       | 100,0         | 161.929        | 100,0          |
| Wähler                     | Wähler                     | 144.320       | 89,1          | 144.320        | 89,1           |
| Ungültige Stimmen          | Ungültige Stimmen          | 2.138         | 1,5           | 1.510          | 1,0            |
| Gültige Stimmen            | Gültige Stimmen            | 142.182       | 100,0         | 142.810        | 100,0          |
| davon                      |                            |               |               |                |                |
| Dieter Weirich             | CDU                        | 49.975        | 35,1          | 46.637         | 32,7           |
| Albert Nehm                | SPD                        | 77.196        | 54,3          | 74.991         | 52,5           |
| Hans-Joachim Kroeschel     | F.D.P.                     | 5.714         | 4,0           | 9.884          | 6,9            |
| Corinna Bartholomäus-Sense | GRÜNE                      | 8.533         | 6,0           | 10.074         | 7,1            |
|                            | FRAUEN                     | –             | –             | 322            | 0,2            |
|                            | MLPD                       | –             | –             | 46             | 0,0            |
|                            | NPD                        | –             | –             | 575            | 0,4            |
|                            | ÖDP                        | –             | –             | 194            | 0,1            |
| Ralf-Helge Kesting         | Patrioten                  | 169           | 0,1           | 87             | 0,1            |
| Ulrike Ute Born-Strauss    | FRIEDEN                    | 595           | 0,4           | –              | –              |

## Wahl 1980
| Gegenstand der Nachweisung | Gegenstand der Nachweisung | Erst- stimmen | Erst- stimmen | Zweit- stimmen | Zweit- stimmen |
| Bewerber                   | Partei                     | Anzahl        | %             | Anzahl         | %              |
| -------------------------- | -------------------------- | ------------- | ------------- | -------------- | -------------- |
| Wahlberechtigte            | Wahlberechtigte            | 155.765       | 100,0         | 155.765        | 100,0          |
| Wähler                     | Wähler                     | 143.832       | 92,3          | 143.832        | 92,3           |
| Ungültige Stimmen          | Ungültige Stimmen          | 1.904         | 1,3           | 1.137          | 0,8            |
| Gültige Stimmen            | Gültige Stimmen            | 141.928       | 100,0         | 142.695        | 100,0          |
| davon                      |                            |               |               |                |                |
| Albert Nehm                | SPD                        | 82.541        | 58,2          | 80.924         | 56,7           |
| Dieter Weirich             | CDU                        | 47.374        | 33,4          | 46.332         | 32,5           |
| Hans Werner Berndt         | F.D.P.                     | 8.894         | 6,3           | 12.717         | 8,9            |
| Nikolaus Damm              | DKP                        | 342           | 0,2           | 240            | 0,2            |
| Gerhard Beyer              | GRÜNE                      | 2.730         | 1,9           | 2.266          | 1,6            |
|                            | EAP                        | –             | –             | 20             | 0,0            |
| Wolfgang Borm              | KBW                        | 47            | 0,0           | 30             | 0,0            |
|                            | NPD                        | –             | –             | 145            | 0,1            |
|                            | V                          | –             | –             | 21             | 0,0            |

## Wahl 1976
| Gegenstand der Nachweisung | Gegenstand der Nachweisung | Erst- stimmen | Erst- stimmen | Zweit- stimmen | Zweit- stimmen |
| Bewerber                   | Partei                     | Anzahl        | %             | Anzahl         | %              |
| -------------------------- | -------------------------- | ------------- | ------------- | -------------- | -------------- |
| Wahlberechtigte            | Wahlberechtigte            | 150.063       | 100,0         | 150.063        | 100,0          |
| Wähler                     | Wähler                     | 141.085       | 94,0          | 141.085        | 94,0           |
| Ungültige Stimmen          | Ungültige Stimmen          | 1.943         | 1,4           | 1.049          | 0,7            |
| Gültige Stimmen            | Gültige Stimmen            | 139.142       | 100,0         | 140.036        | 100,0          |
| davon                      |                            |               |               |                |                |
| Egon Höhmann               | SPD                        | 80.824        | 58,1          | 79.710         | 56,9           |
| Erich Mende                | CDU                        | 49.275        | 35,4          | 50.002         | 35,7           |
| Hartmut Heinscher          | F.D.P.                     | 8.240         | 5,9           | 9.367          | 6,7            |
|                            | AUD                        | –             | –             | 66             | 0,0            |
|                            | AVP                        | –             | –             | 18             | 0,0            |
| Peter Funk                 | DKP                        | 803           | 0,6           | 467            | 0,3            |
|                            | EAP                        | –             | –             | 24             | 0,0            |
|                            | KPD                        | –             | –             | 87             | 0,1            |
|                            | KBW                        | –             | –             | 56             | 0,0            |
|                            | NPD                        | –             | –             | 239            | 0,2            |

## Wahl 1972
| Gegenstand der Nachweisung | Gegenstand der Nachweisung | Erst- stimmen | Erst- stimmen | Zweit- stimmen | Zweit- stimmen |
| Bewerber                   | Partei                     | Anzahl        | %             | Anzahl         | %              |
| -------------------------- | -------------------------- | ------------- | ------------- | -------------- | -------------- |
| Wahlberechtigte            | Wahlberechtigte            | 140.024       | 100,0         | 140.024        | 100,0          |
| Wähler                     | Wähler                     | 131.203       | 93,7          | 131.203        | 93,7           |
| Ungültige Stimmen          | Ungültige Stimmen          | 1.292         | 1,0           | 730            | 0,6            |
| Gültige Stimmen            | Gültige Stimmen            | 129.911       | 100,0         | 130.473        | 100,0          |
| davon                      |                            |               |               |                |                |
| Egon Höhmann               | SPD                        | 83.221        | 64,1          | 78.984         | 60,5           |
| Erich Mende                | CDU                        | 39.938        | 30,7          | 40.837         | 31,3           |
| Heinz Bliss                | F.D.P.                     | 6.117         | 4,7           | 9.665          | 7,4            |
| Wolfgang Peter Hart        | DKP                        | 635           | 0,5           | 463            | 0,4            |
|                            | EFP                        | –             | –             | 110            | 0,1            |
|                            | NPD                        | –             | –             | 414            | 0,3            |

## Wahl 1969
| Gegenstand der Nachweisung | Gegenstand der Nachweisung | Erst- stimmen | Erst- stimmen | Zweit- stimmen | Zweit- stimmen |
| Bewerber                   | Partei                     | Anzahl        | %             | Anzahl         | %              |
| -------------------------- | -------------------------- | ------------- | ------------- | -------------- | -------------- |
| Wahlberechtigte            | Wahlberechtigte            | 128.732       | 100,0         | 128.732        | 100,0          |
| Wähler                     | Wähler                     | 117.327       | 91,1          | 117.327        | 91,1           |
| Ungültige Stimmen          | Ungültige Stimmen          | 2.672         | 2,3           | 2.011          | 1,7            |
| Gültige Stimmen            | Gültige Stimmen            | 114.655       | 100,0         | 115.316        | 100,0          |
| davon                      |                            |               |               |                |                |
| Egon Höhmann               | SPD                        | 69.680        | 60,8          | 67.485         | 58,5           |
| Wilfried Böhm              | CDU                        | 34.332        | 29,9          | 34.834         | 30,2           |
| Heinz Bliss                | FDP                        | 5.851         | 5,1           | 6.426          | 5,6            |
| Liselotte Günther          | ADF                        | 827           | 0,7           | 804            | 0,7            |
|                            | EP                         | –             | –             | 116            | 0,1            |
|                            | GPD                        | –             | –             | 972            | 0,8            |
| Eva-Maria von Wolzogen     | NPD                        | 3.965         | 3,5           | 4.679          | 4,1            |

## Wahl 1965
| Gegenstand der Nachweisung | Gegenstand der Nachweisung | Erst- stimmen | Erst- stimmen | Zweit- stimmen | Zweit- stimmen |
| Bewerber                   | Partei                     | Anzahl        | %             | Anzahl         | %              |
| -------------------------- | -------------------------- | ------------- | ------------- | -------------- | -------------- |
| Wahlberechtigte            | Wahlberechtigte            | 126.373       | 100,0         | 126.373        | 100,0          |
| Wähler                     | Wähler                     | 115.060       | 91,0          | 115.060        | 91,0           |
| Ungültige Stimmen          | Ungültige Stimmen          | 3.601         | 3,1           | 2.901          | 2,5            |
| Gültige Stimmen            | Gültige Stimmen            | 111.459       | 100,0         | 112.159        | 100,0          |
| davon                      |                            |               |               |                |                |
| Egon Höhmann               | SPD                        | 64.298        | 57,7          | 63.172         | 56,3           |
| Albert Feller              | CDU                        | 31.120        | 27,9          | 31.780         | 28,3           |
| Fritz Walter               | FDP                        | 12.760        | 11,4          | 13.508         | 12,0           |
|                            | AUD                        | –             | –             | 96             | 0,1            |
| Wilhelm von Elbwart        | DFU                        | 1.183         | 1,1           | 1.275          | 1,1            |
| Karl Fritz                 | NPD                        | 2.098         | 1,9           | 2.328          | 2,1            |

## Wahl 1949
|                   | Partei            | Anzahl  | %     |
| ----------------- | ----------------- | ------- | ----- |
| Wahlberechtigte   | Wahlberechtigte   | 120.772 | 100,0 |
| Wähler            | Wähler            | 102.362 | 84,8  |
| Ungültige Stimmen | Ungültige Stimmen | 4.800   | 4,7   |
| Gültige Stimmen   | Gültige Stimmen   | 97.562  | 100,0 |
| davon             |                   |         |       |
| Rudolf Freidhof   | SPD               | 34.685  | 35,6  |
|                   | CDU               | 10.420  | 10,7  |
|                   | FDP               | 29.583  | 30,3  |
|                   | KPD               | 5.170   | 5,3   |
|                   | Parteilose        | 17.704  | 18,1  |

## Wahlkreissieger
| Jahr | Name            | Partei | Erststimmen |
| ---- | --------------- | ------ | ----------- |
| 1998 | Joachim Tappe   | SPD    | 58,2 %      |
| 1994 | Joachim Tappe   | SPD    | 53,0 %      |
| 1990 | Joachim Tappe   | SPD    | 53,8 %      |
| 1987 | Albert Nehm     | SPD    | 54,3 %      |
| 1983 | Albert Nehm     | SPD    | 54,0 %      |
| 1980 | Albert Nehm     | SPD    | 58,2 %      |
| 1976 | Egon Höhmann    | SPD    | 58,1 %      |
| 1972 | Egon Höhmann    | SPD    | 64,1 %      |
| 1969 | Egon Höhmann    | SPD    | 60,8 %      |
| 1965 | Egon Höhmann    | SPD    | 57,7 %      |
| 1961 | Egon Höhmann    | SPD    | 50,1 %      |
| 1957 | Egon Höhmann    | SPD    | 44,4 %      |
| 1953 | Rudolf Freidhof | SPD    | 39,8 %      |
| 1949 | Rudolf Freidhof | SPD    | 35,6 %      |

## Wahlkreisgeschichte
| Wahl      | Wahlkreisname     | Gebiet |
| --------- | ----------------- | --- |
| 1949      | 3 Eschwege        | Landkreis Eschwege, Landkreis Witzenhausen, Landkreis Melsungen                                                                                         |
| 1953–1961 | 128 Eschwege      | Landkreis Eschwege, Landkreis Witzenhausen, Landkreis Melsungen                                                                                         |
| 1965–1972 | 128 Eschwege      | Landkreis Eschwege, Landkreis Witzenhausen, Landkreis Kassel (östl. Teil)                                                                               |
| 1976      | 128 Werra-Meißner | Werra-Meißner-Kreis, vom Landkreis Kassel die Gemeinden Baunatal, Fuldabrück, Helsa, Kaufungen, Lohfelden, Nieste, Niestetal, Schauenburg und Söhrewald |
| 1980–1998 | 126 Werra-Meißner | Werra-Meißner-Kreis, vom Landkreis Kassel die Gemeinden Baunatal, Fuldabrück, Helsa, Kaufungen, Lohfelden, Nieste, Niestetal, Schauenburg und Söhrewald |